# Pink (film, 2016)
Pour les articles homonymes, voir Pink.
Pour plus de détails, voir Fiche technique et Distribution.
Pink (en hindi : पिंक) est un film indien réalisé par Aniruddha Roy Chowdhury, sorti en 2016.

## Synopsis
Trois jeunes femmes et leur avocat se battent pour leurs droits et contre la culture du viol en Inde.

## Fiche technique
Sauf indication contraire, les informations mentionnées dans cette section peuvent être confirmées par la base de données cinématographiques IMDb,  présente dans la section « Liens externes ».
- Titre français : Pink
- Titre original : पिंक
- Réalisation : Aniruddha Roy Chowdhury
- Scénario : Shoojit Sircar et Ritesh Shah
- Photographie : Abhik Mukhopadhyay
- Montage : Bodhaditya Banerjee
- Décors :
- Costumes :
- Musique : Shantanu Moitra (en), Faiza Mujahid et Anupam Roy
- Production : Rashmi Sharma, Rawan Kumar, Shoojit Sircar et Sheel Kumar
- Sociétés de production : Rashmi Sharma Telefilms Limited
- Sociétés de distribution : NH STUDIOZ
- Pays d'origine :  Inde
- Langue originale : anglais et hindi
- Durée : 136 minutes
- Genre : drame
- Dates de sortie :
  - Inde : 16 septembre 2016

## Distribution
- Amitabh Bachchan : Deepak Sehgal
- Taapsee Pannu : Meenal Arora
- Kirti Kulhari : Falak Ali
- Andrea Tariang : Andrea Tariang
- Angad Bedi : Rajvir Singh
- Dibang : JCP Amod
- Raashul Tandon : Dumpy a.k.a. Raunak Anand
- Tushar Pandey : Vishwa a.k.a. Vishwajyoti Ghosh
- Mamta Malik : Haryanvi cop Sarla Premchand
- Dhritiman Chatterjee : Judge Satyajit Dutt
- Piyush Mishra : Prashant Mehra
- Vijay Verma : Ankit Malhotra
- Mamta Shankar : Sara (Sehgal's wife)
- Vinod Nagpal : Kasturilal
- Sudhanva Deshpande : Javed
- Pawan Mahendroo : Minal's Helpless Father
- Jogi : Police Inspector Shaukeen
- Swaroopa Ghosh : Uma Di
- Arjun Chakrabarty : Ritwik
- Vinod Rai : Andrea's Father
- S.K. Batra : Neighbour Sinha
- Alka Chatwal : The Female Constable In Court
- Rajeev Pandey : Manager Ramakant Vijay
- Ritesh Shah : Falak's Boss
- Radha Khandelwal : The Female Constable
- Sushil Dahiya : Ranjit Sherawat
- Savita Sharma : Falak's Mother
- Rita Kapoor : Mrs. Sinha
- Johar Kango : Neighbour Gupta
- Sakshi Mehta : Suman
- Amit Basoya : Waiter Mukesh
- Arun Poorie : Andrea's Boss